# Cladiscodes sacchari
Cladiscodes sacchari är en stekelart som beskrevs av Subba Rao 1977. Cladiscodes sacchari ingår i släktet Cladiscodes och familjen sköldlussteklar. Inga underarter finns listade i Catalogue of Life.